# Nhà máy điện Łagisza
Nhà máy điện Łagisza (tiếng Ba Lan: Elektrownia Łagisza) là một nhà máy nhiệt điện đốt than tại Łagisza ở Będzin, Ba Lan. Nhà máy điện có tổng công suất lắp đặt là 1.060   MW và lắp đặt công suất nhiệt đồng phát là 335 MW. Nó được điều hành bởi Południowy Koncern Energetyczny, một công ty con của Tập đoàn Tauron.
Việc xây dựng nhà máy điện bắt đầu vào năm 1960, sau khi nhà máy được quyết định vào năm 1958 để xây dựng. Năm 1963-1967, bảy đơn vị với 120 MW công suất phát điện từng được xây dựng. Các đơn vị này đã sử dụng hai ngăn khí thải: một với chiều cao 200 mét (660 ft) và một với chiều cao 160 mét (520 ft).
Vào ngày 12 tháng 5 năm 2006, nhà máy xây dựng một đơn vị mới với 460 MW bắt đầu. Đó là dự án tầng sôi tuần hoàn siêu tới hạn đầu tiên trên thế giới với lò hơi tầng sôi tuần hoàn lớn nhất thế giới. Lò hơi được cung cấp bởi Foster Wheeler, trong khi tự động hóa được cung cấp bởi Metso Automatic. Máy phát điện được cung cấp bởi Alstom. Nhà máy điện đã đi vào hoạt động vào ngày 30 tháng 6 năm 2009, được xây dựng liền kề với hai nồi hơi cũ mà nó đã thay thế. Một tính năng thú vị là nó không có ống khói, tháp giải nhiệt cao mới 133,2 mét (437 ft) cũng có chức năng này. 

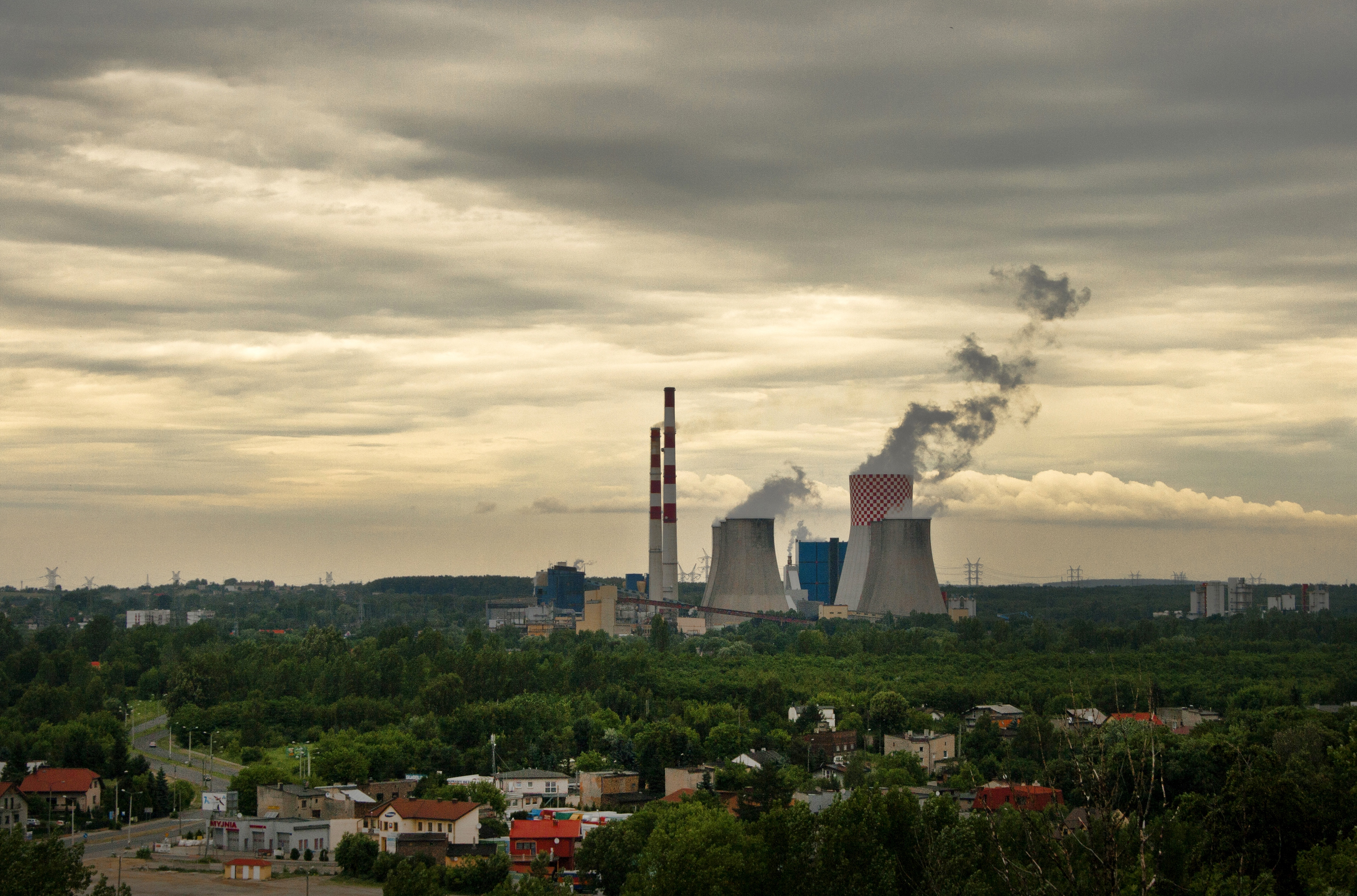
Toàn cảnh nhà máy điện Łagisza